# Energiagazdálkodás
Az energiagazdálkodás  a nemzetgazdaság egészének, mint energiafogyasztónak zavartalan ellátása érdekében tett intézkedések összessége. Célja a minőségileg és mennyiségileg megfelelő energia biztosítása a költségek minimalizálása mellett.
Az energiagazdálkodás fogalma különbözik az energetika fogalmától. Míg az energetika az energiával foglalkozó természettudományi ismereteket és műszaki alkalmazásokat összefoglaló ismeretek összessége, addig az energiagazdálkodás az energetika gazdaságtudományi megközelítését tartja szem előtt.
Az energiagazdálkodás szempontjából kiemelkedő jelentőségű elsősorban az energiahordozók termelése, felhasználásuk alakulása, jellemzőit,  valamint fejlesztése.

## Feladatai
Az energetikai folyamatok és beruházások optimalizálása, az energiaszükséglet csökkentése, az energiával, mint természeti erőforrással való gazdálkodás. Meghatározó eleme a környezetvédelem, ezen belül tehát a megújuló energiák alkalmazására való törekvés.

## Magyar adatok
Magyar energiafogyasztás adatai (2016, HUGBC):
- lakosság: 33%
- közlekedés 22%
- ipar: 21%
- kereskedelem, közszolgáltatások, mezőgazdaság, egyéb: 24%